# Nazza
Ne pas confondre avec Poggio-di-Nazza et Lugo-di-Nazza, communes françaises de la région Corse
Nazza est une commune allemande de l'arrondissement de Wartburg, Land de Thuringe.

## Géographie
Nazza se situe à l'ouest du Hainich, dans la vallée du Lempertsbach.
La commune comprend le village de Wernershausen.
|             | Hallungen | Vogtei Oppershausen |
| Treffurt    | Nazza     | Kammerforst         |
| Frankenroda | Mihla     |                     |

## Histoire
Nazza est mentionné pour la première fois en 1015 sous le nom de Nazaha.
Au Moyen Âge, Nazza a une position stratégique dans le Hainich. En 1385, Balthazar de Thuringe fait construire un château à Haineck pour fortifier la frontière avec Mühlhausen.
Nazza, Frankenroda et Hallungen forment une exclave du duché de Saxe-Cobourg et Gotha jusqu'en 1918. Le 22 septembre 1907, le duc Charles-Édouard et son épouse Victoria-Adélaïde viennent à Nazza.

## Personnalités liées à la commune
- Thea de Haas (1885-1976), peintre et écrivain.